# لاور دین
لاوَر دین (با کسره زیر ر) نام روستایی کوچک از توابع بخش کوخرد شهرستان بستک استان هرمزگان ایران است.
این روستا در غرب مسیر جاده بستک - کوخرد - بندر لنگه واقع است..

## محدوده لاور دین
از شمال کوه، از جنوب رودخانه فصلی درواه‌دین، از مغرب بون کوه لوزپره دین، و از سمت مشرق به جاده ارتباطی بستک بندر لنگه محدود می‌گردد.

## چشمه
لاوردین دارای چشمه کوچکی است که در حدود ۲۸۰ اصله نخل را آبیاری می‌کند، آب این چشمه تلخ است.
لاوردین دارای منبع آب و لوله‌کشی و برق (در دست احداث) و دارای ۴باب مسجد، یک باب مدرسه و تعداد ۱۱ باب آب‌انبار «برکه» است.

## جمعیت
جمعیت این روستا بر اساس سرشماری سال ۱۳۸۵ جمعیت آن ۱۰۹ نفر (۲۳ خانوار)
بوده است.
که از اهل سنت و از شاخه شافعی هستند یعنی از پیروان امام محمد ادریس شافعی می‌باشند و به زبان فارسی و به گویش محلی تکلم می‌کنند.

## نقاط اطراف لاوردین
- بونگر سور

ازطرف جنوب پر شافری لاور دین قرار دارد. دارای ۴ باب آب‌انبار و ۸ خانه‌است، و در حدود ۲۰۰ من زمین کشت دارد. در زمستان وفصل بهار جایی بسیار سرسبز و بسیار زیبائی است، و دمبل (خیر) درست می‌شود.
- کم‌چشمه

از طرف غرب بونگر سور و از طرف جنوب لاور دین قرار دارد.
واز طرف شمال کم‌چشمه پشتخه (پشته) بلال و پر بلال قرار دارد. و از جنوب کمچشمه (پشتخه) چی و لاور خرگ قرار دارد.
کمچشمه دارای ۲ باب آب انبار قدیمی و یک کاروانسرا و در حدود ۱۸۰ اصله نخل است.
جایی بسیار سرسبز و زیبا در فصل زمستان و بهار بعد از باریدن باران خیر (دمبل) درست می‌شود، و مردم درآنجا به تفریح می‌روند.
بعد از کم چشمه ۲ باب آب انبار یکی قبل از «پر بُو دُونُو» و دیگری زیر پر بو دونو قرار دارد.
از شمال پر بودونو لمبیر ملکی قرار دارد، و از جنوب آن لاور تنگ گاه قرار دارد.
بعد از پر بودونو برکه زیر پر شمشیری قرار دارد، که معروف است به برکه علی محمد بهزاد،
بعد از آن «شیرینو» و «آب سور» آب شور قرار دارد.
در شیرینو چشمه ای است آبش بسیار شیرین است، و چشمه دیگری در آب سور «شور» است که آب
آن تلخ است. در شیرینو و آب سور در حدود ۱۰۰ اصله نخل وجود دارد.

## فهرست منابع و مآخذ
- محمدیان، کوخردی، محمد ، “ «به یاد کوخرد» “، ج۱. چاپ اول، دبی: سال انتشار ۲۰۰۳ میلادی.
- نگاره‌ها از: محمد محمدیان.
- سلامی، بستکی، احمد.  (بستک در گذرگاه تاریخ)  ج۲ چاپ اول، ۱۳۷۲ خورشیدی.
- عباسی، قلی، مصطفی،  «بستک وجهانگیریه»، چاپ اول، تهران : ناشر: شرکت انتشارات جهان معاصر، سال ۱۳۷۲ خورشیدی.
- بالود، محمد.  (فرهنگ عامه در منطقه بستک)  ناشر همسایه، چاپ زیتون، انتشار سال ۱۳۸۴ خورشیدی.
- الکوخردی، محمد، بن یوسف، (کُوخِرد حَاضِرَة اِسلامِیةَ عَلی ضِفافِ نَهر مِهران Kookherd, an Islamic District on the bank of Mehran River) الطبعة الثالثة، دبی: سنة ۱۹۹۷ للمیلاد.
- مهندس:، حاتم، محمد ، غریب“ «تَاریخْ عَرَب الّهْولَة Huwala Arab History » “، دولة الکویت، ج۱. چاپ سوم، القاهرة، مصر ، دارالأمین للطباعة والنشر والتوزیع، ۸ شارع أبوالمعالی، سال انتشار ۱۹۹۷ میلادی، Engineer: Mohammed gharhb Hatem , third edition : Egypt (Cairo),1997 & 2013
- بختیاری، سعید، ،  «اتواطلس ایران»  ، “ مؤسسه جغرافیایی وکارتگرافی گیتاشناسی، بهار ۱۳۸۴ خورشیدی.
- محمد، صدیق «تارخ فارس» صفحه‌های (۵۰ ـــ ۵۱ )، چاپ سال ۱۹۹۳ میلادی.
- اطلس گیتاشناسی استان‌های ایران [Atlas Gitashenasi Ostanhai Iran] (Gitashenasi Province Atlas of Iran)
- محمدیان، کوخردی، محمد ،  (شهرستان بستک و بخش کوخرد) ، ج۱. چاپ اول، دبی: سال انتشار ۲۰۰۵ میلادی.